# 约翰·斯特罗克
约翰·斯特罗克（英語：John Sturrock，1915年3月20日—1974年7月20日），英国男子赛艇运动员。他曾代表英国参加1936年夏季奥林匹克运动会赛艇比赛，获得男子四人单桨无舵手银牌。